# Катастрофа судна з мігрантами біля берегів Греції 2023
14 червня 2023 року рибальське судно, що перевозило мігрантів, затонуло в Іонічному морі біля узбережжя Пілоса, (ном Мессинія); згідно деяких оцінок, він перевозив до 750 біженців. Пошуково-рятувальні роботи грецької влади дозволили врятувати 104 особи, зокрема, єгиптян, сирійців, пакистанців, афганців і палестинців — і знайти 82 тіл, тоді як ще сотні вважаються зниклими безвісти.

## Передісторія
З часів Першої громадянської війни в Лівії Лівія була одним із основних перевалочних пунктів для контрабандних перевезень людей до Європи. Триваюча криза в Лівії разом із нестабільністю в сусідніх країнах дозволила великій індустрії контрабанди людей розвинути переміщення мігрантів і біженців через Середземне море до Європи.
Міжнародна організація з міграції визнала морський шлях із Північної Африки до Італії для мігрантів і біженців, які прагнуть потрапити до Європи, найсмертоноснішим на Землі, на якому з 2014 року зафіксовано 21000 смертей. Контрабандисти натовпують мігрантів у непридатні для плавання судна, часто в замкнені трюми для багатоденних подорожей. Вони прямують до Італії через море від Лівії, оскільки вона ближча до Західної Європи, ніж Греція.
На цих морських маршрутах контрабанди людей до Європи зростає кількість нещасних випадків зі смертельними наслідками: у 2022 році 3800 людей загинули під час проходження маршрутів мігрантів і біженців з Близького Сходу та Північної Африки, з яких 3789 загинули на морських маршрутах у регіоні та навколо нього. 26 лютого 2023 року щонайменше 94 людини загинули, коли дерев’яне судно з Ізміра, що в Туреччині, зптонуло біля Кутро на півдні Італії в результаті наймасштабнішої морської події в Середземному морі 2023 року. У травні 2023 року грецький уряд був засуджений на міжнародному рівні після оприлюднення відеоматеріалів, які нібито показують насильницьке видворення мігрантів, які були покинуті в морі.

## Інцидент

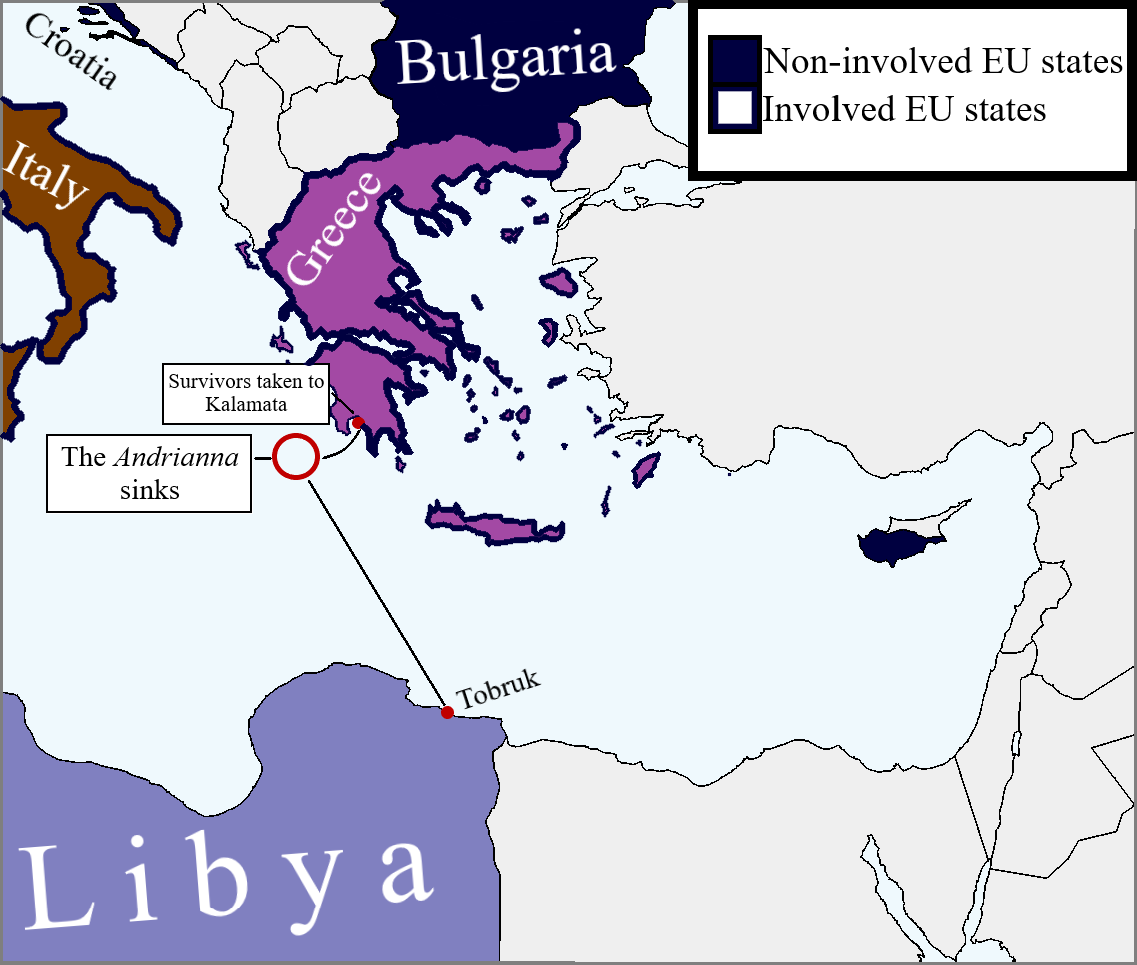
Мапа східного Середземномор’я, що демонструє маршрут, яким пройшла «Андріана»', і куди були доставлені вцілілі.

Судно під назвою Andrianna вирушило з Тобрука, міста в Киренаїці, Лівія, на південь від острова Крит, Греція, 10 червня 2023 року Судно перевозило надмірну кількість людей, що значно перевищувало його місткість; згідно з Alarm Phone, європейською благодійною рятувальною організацією, яка стверджувала, що отримала сигнал лиха від судна, на борту було до 750 людей (хоча невідомо, чи це було те саме судно, що затонуло), тоді як Міжнародна організація з міграції (МОМ) оцінила цю кількість у близько 400 осіб. Іоанніс Зафіропулос, заступник мера грецького портового міста Каламата, заявив, що їх було понад 500. Судно було рибальським і мало приблизно від 20 до 30 метрів у довжину.
«Андріанна» прямувала до Італії.
13 червня італійська берегова охорона попередила грецьку владу та агентство Європейського Союзу з охорони кордону Frontex про зустрічне судно, яке зазнає морського лиха. Італійці, зокрема, повідомили грекам про своєрідні рухи судна. Грецька берегова охорона стверджувала, що згодом літаки Frontex і два торгові судна виявили судно, яке наближалося на північ на високій швидкості, що спонукало відправити на допомогу більше літаків і суден. Пропозиції про допомогу були зроблені судно, що терпіло лихо, але, згідно грецької берегової охорони, вони були відхилені.
У другій половині дня до «Андріанни» підійшло одне з торгових суден і запропонувало йому допомогу, але пасажири відмовилися. Пізніше інше торгове судно зробило те саме й отримало таку ж відповідь. Патруль берегової охорони Греції ввечері підійшов до палуби судна, де підтвердив наявність великої кількості мігрантів. Мігранти знову відмовилися від будь-якої допомоги, заявивши, що хочуть продовжити шлях до Італії. У всіх трьох випадках мігранти заявляли, що їм потрібна їжа та вода, які надали грецький патрульний корабель і торгове судно під прапором Мальти. Пізніше судно супроводжував грецький патруль.
Близько 1:40 год ранку (EEST) 14 червня грецька берегова охорона дізналася, що двигун Andrianna зламався. Отримавши благання про допомогу, офіцери берегової охорони підійшли до судна. Вони заявили, що потім «побачили, як човен повернув праворуч, потім різко ліворуч, а потім ще раз праворуч, настільки великий, що це спричинило перекидання судна». Приблизно через 10-15 хвилин «Андріанна» затонула, відправивши своїх пасажирів у хвилі Іонічного моря. Корабель затонув приблизно за 80 км біля узбережжя Пілоса, (ном Мессинія), на Пелопоннесі, в районі де глибина сягала від 4 км до 5,2 км. Грецька берегова охорона повідомила, що на борту ніхто не був у рятувальних жилетах.

## Пошук і порятунок
Одразу після затоплення грецька берегова охорона та військові розпочали масштабну пошуково-рятувальну операцію. Операцію ускладнював сильний вітер у цьому районі. Тих, хто вижив, перевезли до Каламати.
Після виявлення 104 осіб, які вижили, грецька влада заявила, що більше нікого не знайде, тому сотні вважаються зниклими безвісти. Ті, хто вижив, більшість з яких — чоловіки, повідомили, що контрабандисти тримали жінок і дітей замкненими в трюмі. Вважається, що на основі свідчень тих, хто вижив, на момент затоплення у трюмі було до 100 дітей.
Підтверджено загибель щонайменше 82 пасажирів корабля «Андріанна», що зробило його найбільш смертоносною аварією 2023 року в Греції. Грецька поліція заявила, що працює, виходячи з того, що близько 500 людей вважаються зниклими безвісти.
До вечора 16 червня грецька влада заарештувала дев'ятьох підозрюваних, які ймовірно причетні до операції з контрабанди людей. Чоловіки, усі єгиптяни, мають постати перед місцевим суддею, а прокурор, ймовірно, висуне звинувачення, включно з масовими вбивствами.

## Подальші події

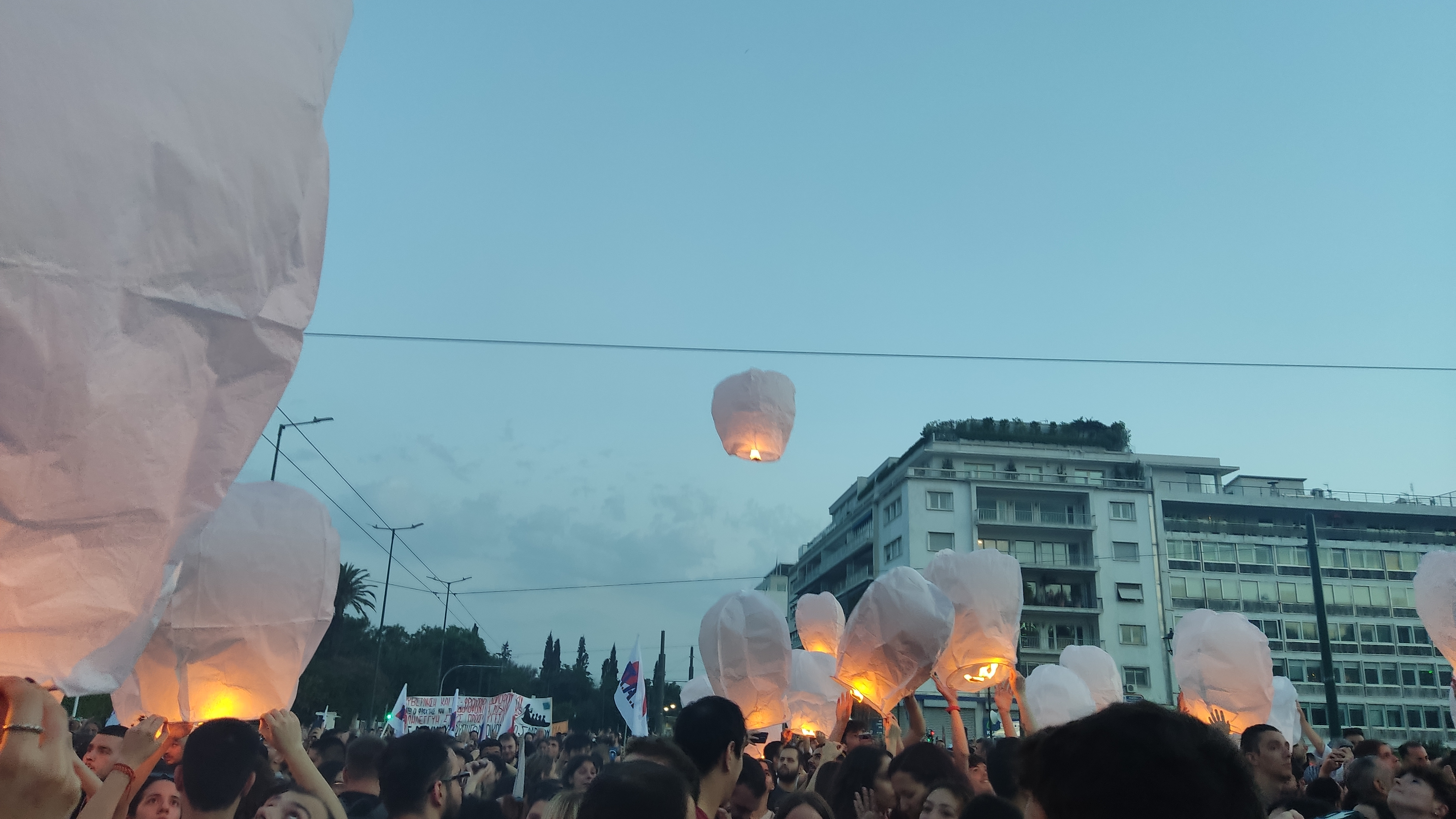
Ліхтарі запалені на згадку про жертви, під час протесту в Афінах.

Грецька берегова охорона опублікувала аерофотознімки, на яких видно перевантажені верхню та нижню палуби човна за кілька годин до того, як він затонув. Берегова охорона стверджувала в офіційних заявах, що човен і його пасажири відмовилися від допомоги, оскільки їх призначенням була Італія
Ввечері у вівторок люди на борту зв’язалися з мережею підтримки рятувальних операцій Alarm Phone і повідомили, що капітан покинув судно. Вважається, що на борту ніхто не одягнений у рятувальний жилет.
Лідер грецької опозиції Алексіс Ципрас сказав, що він відвідав порт Каламата і розмовляв з тими, хто вижив, і вони сказали, що «кликали на допомогу». Він запитав: «Який саме протокол дій не закликає до порятунку... перевантаженого човна, який збирається потонути?» Ципрас сказав, що європейська міграційна політика «перетворює Середземне море, наші моря на водяні могили».
Тимчасова адміністрація в Афінах оголосила триденну національну жалобу, а президентка Греції Катерина Сакелларопулу відвідала деяких із тих, хто вижив, і висловила свої співчуття.
Багато лівих організацій, профспілок і партій, включаючи Комуністичну партію Греції та антирасистські організації, закликали до протестів 15 червня на знак солідарності з біженцями та проти відштовхувачів і прикордонних парканів, спрямованих на контроль міграції.
Того вечора тисячі протестувальників зібралися в Афінах і Салоніках, щоб протестувати проти міграційної політики Європейського Союзу. Деякі протестувальники в Афінах кидали в поліцейських шашки із запальною речовиною та застосовували сльозогінний газ. Протестувальники в Каламаті протестували біля місць для мігрантів з одним банером із написом: «Крокодилячі сльози! Ні пакту ЄС щодо міграції».